# 大村市立福重小学校
大村市立福重小学校（おおむらしりつ ふくしげしょうがっこう、Omura City Fukushige Elementary School）は、長崎県大村市福重町にある公立小学校。

## 概要
歴史
1874年（明治5年）に創立。数回の改称を経て、戦後の1947年（昭和22年）4月の学制改革の際に現校名となった。2009年（平成21年）に創立135周年を迎えた。
大村市内で公立の小学校としては最も早く開校した。
校区
住所表記で長崎県大村市の後に「沖田町、草場町、皆同町、今富町、野田町、重井田町、立福寺町、弥勒寺町、福重町、寿古町」が続く地域。中学校区は大村市立郡中学校。
教育目標
「明るく元気でがんばる子」
校章・校旗
9つの「フ」の文字（フが9で「福」）、4つの「ゲ」の文字（4のゲで「重」）と「小」の文字を組み合わせ、稲穂の絵で囲んでいる。
校歌
1966年（昭和41年）に制定。作詞は西山武治、作曲は陶山聡による。3番まであり、3番の最後に校名の「福重小学校」が登場する。

## 沿革
- 1872年（明治5年）8月 - 学制の公布により、「寿古小学校」（寿古の読みは「すこ」）が創立。福重村・松原村が共同で寿古郷株田（現・大村市寿古町）の福重村庄屋跡に設立。最初の児童数は8名。
- 1873年（明治6年）
  - 2月19日 - 長崎県によって正式に開校が認可される。正式名称は「第五大学区第三中学区福重小学校」。児童数は48名（うち男子43、女子5）
  - 10月 - 松原小学校が分離・独立。
- 1879年（明治12年） - 立福寺郷に分教場を設置（間もなく廃止）。
- 1886年（明治19年）4月 - 小学校令の施行により、「福重学区尋常福重小学校」と改称。入学資格を6歳以上の児童、修業年限を4年とする。
  - この当時の義務教育期間は尋常小学校の4年間（現在の小学校1～4年に相当）であった。
- 1889年（明治22年）4月 - 町村制の施行により、福重村立の小学校となる。
- 1890年（明治23年） - 「福重尋常小学校」に改称（「尋常」の位置が変わる）。
- 1891年（明治24年）9月 - 郡川（こおりがわ）の洪水により、校舎が流失。新校舎完成までの間、今富郷の民家を仮校舎とする。
- 1893年（明治26年）9月 - 皆同郷城ノ前（現・大村市福重住民センター前）に校舎が完成し移転を完了。
- 1898年（明治31年）- 竹松村に「郡[1]高等小学校」が設立される。竹松・福重・松原・萱瀬（かやぜ）の4村共同で運営される。 
  - 入学資格を尋常科を修了した10歳以上の児童、修業年限は最長で4年（現在の小5から中2に相当）であった。尋常小学校とは異なり、義務教育ではなかった。
- 1908年（明治41年）4月 - 義務教育年限が4年から6年に延長されたため、郡高等小学校内に2学級（尋常科5・6年）を設置。 
  - 旧・高等科1年が尋常科5年、旧・高等科2年が尋常科6年、旧・高等科3年が高等科1年、旧・高等科4年が高等科2年となった。
- 1912年（明治45年）
  - 3月 - 高等科を併設し、「福重尋常高等小学校」と改称（尋常科6年・高等科2年）。
    - 郡高等小学校が廃止され、同校に通学していた福重村の児童を復帰させたものの、校舎がせまく福重村役場の一部を借用して授業を実施。

  - 11月 - 児童数の増加により、新校舎が完成。教師を7名配置。
    - 尋常科は6学級で児童数270名（男子130名・女子140名）、高等科は1学級で児童数35名（男子24名・女子11名）
- 1928年（昭和4年）3月 - 重井田分教場を設置し、尋常3年生までの児童を収容。
- 1937年（昭和12年）4月 - 重井田分教場を廃止。
- 1942年（昭和16年）4月1日 - 国民学校令の施行により、「福重村国民学校」と改称。尋常科を初等科に改める。（初等科6年・高等科2年）
- 1942年（昭和17年）2月11日 - 大村市の発足により、「大村市福重国民学校」に改称。
- 1944年（昭和19年）
  - 9月 - 校庭に二宮金次郎陶像が建立される。
  - 11月21日 - 空襲により平屋建校舎1棟が破壊される。
  - この年 - 校地が軍用地（福重飛行場滑走路用地）、校舎が織田部隊の宿舎（夜間のみ）となる。
- 1945年（昭和20年）
  - 4月 - 矢上郷230番地（現在地）に移転。空襲が頻繁に行われるようになり、地区別に公会堂や神社等に分かれて疎開授業を実施。
  - 7月 - 矢上郷の敷地に兵舎を移築し、バラック校舎が完成。
  - 9月 - 終戦により疎開授業を終了し、矢上のバラック校舎で授業を開始。
  - 11月6日 - 2階建ての本館を移築。
- 1946年（昭和21年）7月 - 青年団の奉仕活動により、運動場が整備される。
- 1947年（昭和22年）4月1日 - 学制改革により、国民学校初等科が改組され、「大村市立福重小学校」に改称。 
  - 高等科は新設された大村市立郡中学校（新制中学校）に統合される。
- 1948年（昭和23年）2月 - 木造平屋建て校舎（7教室）が完成。
- 1956年（昭和31年）4月1日 - 福重幼稚園を併設。学校給食が開始。
- 1958年（昭和33年）5月 - 大村市で初めて鉄筋コンクリート造2階建ての校舎が完成。
- 1966年（昭和41年）10月3日 - 校歌を制定。
- 1968年（昭和43年）3月 - 鉄筋コンクリート造2階建ての校舎が完成。
- 1973年（昭和48年）9月 - 給食の調理が新設の郡地区学校給食共同調理場で行われるようになる。
- 1969年（昭和44年）4月 - プールが完成。プールを掘った土で学校田を埋め立て運動場を拡張。
- 1973年（昭和48年）12月 - 体育館が完成（創立100周年）。
- 1988年（昭和63年）8月 - 運動場を拡張。
- 1989年（平成元年）2月 - 校舎を増築。
- 1994年（平成6年）10月 - 校舎の大規模改造工事を実施。
- 1995年（平成7年）・1996年（平成8年）・1998年（平成10年）- 全九州小学校バレーボール大会に出場。
- 1998年（平成10年）4月 - 教育用コンピューターを導入。
- 2005年（平成17年）7月31日 - 第25回全日本バレーボール大会に出場し男子が全国優勝を果たす。
- 2006年（平成18年）4月1日 - 市立小中学校で二学期制が導入される。
- 2009年（平成21年）1月 - ビオトープが完成。
- 2010年（平成22年）10月 - 太陽光パネルを設置。
- 2011年（平成23年）10月 - 体育館の耐震工事を実施。
- 2012年（平成24年）8月 - 運動場の改修工事を実施。
- 2013年（平成25年）8月 - 大村市内の学校給食共同調理場が統合され、大村市小学校給食センターが新設される。
  - これにより、市立小学校すべての給食が1ヶ所で調理されることとなった。

## アクセス
最寄りの国道・県道
- 国道34号

最寄りの鉄道駅
- JR九州大村線「大村車両基地駅」

## 周辺
- 妙宣寺学童
- 妙宣寺
- 大村市立福重幼稚園
- 妙宣寺保育園

## 参考資料
- 大村市の教育 平成25年度 (PDF)  - 大村市ウェブサイト
- 「大村市史 下巻」（1961年（昭和36年）2月11日発行、大村市役所）

## 関連事項
- 長崎県小学校一覧